# Sumatranus albomaculatus
Genre
Espèce
Synonymes
- Homalopsis albomaculatus Duméril, Bibron & Duméril, 1854
- Enhydris albomaculata (Duméril, Bibron & Duméril, 1854)

Statut de conservation UICN

 DD  : Données insuffisantes
Sumatranus albomaculatus, unique représentant du genre Sumatranus, est une espèce de serpents de la famille des Homalopsidae.

## Répartition
Cette espèce est endémique de Sumatra en Indonésie. Elle se rencontre sur les îles satellites de Sumatra à Nias, à Simeulue, à Pulo, à Sibigo et à Sinabang, ainsi que probablement sur l'île de Sumatra elle-même.

## Étymologie
Le genre est nommé en référence à son aire de répartition.

## Publications originales
- Duméril, Bibron & Duméril, 1854 : Erpétologie générale ou histoire naturelle complète des reptiles. Tome septième. Deuxième partie, p. 781-1536 (texte intégral).
- Murphy & Voris, 2014 : A Checklist and Key to the Homalopsid Snakes (Reptilia, Squamata, Serpentes), with the Description of New Genera. Fieldiana: Life And Earth Sciences, no 8, p. 1-43 (texte intégral).